# Ernst Julius von Seidlitz
Ernst Julius von Seidlitz (ur. 10 października 1695, zm. 3 lipca 1766) – pietysta, organizator wspólnoty braci morawskich na Dolnym Śląsku, syn właściciela posiadłości Roten Hof (Czerwony Dwór) w Piławie Dolnej.
Po latach wyjechał z Piławy Dolnej, by przejąć majątek w Schönnbrunn (Strużynie koło Strzelina). Wstąpił w Śląski Krąg Pietystów. W latach 20. XVIII wieku spotkał Christiana Davida oraz Nikolausa Ludwiga von Zinzendorfa, którzy byli dla niego natchnieniem do utworzenia wspólnoty Braci morawskich na Dolnym Śląsku.
W 1732 von Seidlitz sprzedał posiadłość w Strużynie i później nabył posiadłość i dwór w Piławie Górnej, gdzie zgromadził wokół siebie innych zwolenników ewangelicznej myśli o braterskiej wspólnocie na wzór tej z Herrnhut. Był w sporze z miejscową wspólnotą luterańską i katolicką, w 1739 został aresztowany na 17 miesięcy, odzyskał wolność w grudniu 1740 po wkroczeniu na Śląsk wojsk Fryderyka II.
W 1742 odnowiony kościół Braci morawskich uzyskał generalną koncesję w Prusach. W drugiej połowie 1743 r. przy pomocy Nikolausa Ludwiga von Zinzendorfa Seidlitz rozpoczął prace nad budową nowego osiedla na wzór wspólnoty z Herrnhut (obecne okolice Placu Piastów Śląskich Gnadenfrei).
W 1744 wspólnota rozpoczęła wznoszenie kościoła – pierwszej budowli osiedla, które wzorowane na osiedlu w Herrnhut, stanowi prostokątny plac ze zborem w części środkowej oraz zabudowaniami członków wspólnoty na jego obwodzie (dom sióstr, dom braci, dom wdów, domy rodzin, warsztaty rzemieślnicze, szkoła, gospoda).
Von Seidlitz w 1755 roku sprzedał swoją posiadłość zięciowi i wyjechał do majątku Kruszyn niedaleko Gnadenbergu (Godnów). Nie zerwał jednak łączności z założoną osadą. Umarł 3 lipca 1766 roku, został pochowany na cmentarzu wspólnoty w Piławie Górnej.

## Źródła
- http://www.bildarchivaustria.at
- Kordasiewicz A., Nieznane zakątki ziemi dzierżoniowskiej. Piławskie opowieści, Dzierżoniów 2008
- Adamska B., Piława Górna, Osada Braci Morawskich. Studium historyczno-urbanistyczne, Wrocław 2000
- Karczyńska H., Odnowiona Jednota Braterska w XVIII-XX wieku, Warszawa 2012